# دان ليفاندوفسكي
دان ليفاندوفسكي (بالإنجليزية: Dan Lewandowski)‏ هو لاعب كرة قاعدة أمريكي، ولد في 6 يناير 1928 في بوفالو في الولايات المتحدة، وتوفي في 19 يوليو 1996 في هاميلتون في كندا.

## وصلات خارجية
- دان ليفاندوفسكي على موقعبيزبول رفرنس.كوم (الدوري الرئيسي) (الإنجليزية)
- دان ليفاندوفسكي على موقعبيزبول رفرنس.كوم (الدوري الثانوي) (الإنجليزية)